# Основ'янська волость
Основ'янська волость — адміністративно-територіальна одиниця Харківського повіту Харківської губернії.

Найбільше поселення волості станом на 1914 рік:
- Основа — 19 703.

Старшиної волості був Томах Іван Гаврилович, волосним писарем — Світличний Сергій Павлович, головою волосного суду — Семененко Данило Олексійович.